# Sissi (cầu thủ bóng đá)
Sisleide do Amor Lima (sinh ngày 2 tháng 6 năm 1967), thường được gọi là Sissi, là một cầu thủ bóng đá và huấn luyện viên người Brasil từng chơi trong vai trò tiền vệ tấn công. Bà đã chơi cho Câu lạc bộ bóng đá Gold Pride tại WPS và là cựu thành viên của đội tuyển bóng đá nữ quốc gia Brasil.

## Sự nghiệp thi đấu quốc tế
Sissi là một thành viên của đội hình câu lạc bộ EC Radar, đội đại diện cho Brasil tại Giải đấu Chào mừng Bóng đá Nữ năm 1988 tại Quảng Đông và đứng ở vị trí thứ ba. Bà không thể tham gia Giải vô địch bóng đá nữ thế giới 1991 vì không được câu lạc bộ của mình cho tham gia.
Sissi đã giành giải chiếc giày vàng tại Giải vô địch bóng đá nữ thế giới 1999, với thành tích 7 bàn, đồng giải với Tôn Văn của Trung Quốc.

## Huấn luyện nghề nghiệp
Vào ngày 29 tháng 9 năm 2008, Sissi được công bố là trợ lý huấn luyện viên mới cho FC Gold Pride. Bà cũng là huấn luyện viên trưởng cho đội bóng đá nữ Las Positas College có trụ sở tại Livermore, California. Bà là một huấn luyện viên cho Câu lạc bộ bóng đá Diablo Valley (DVSC) trong ba năm cũng như tại trường trung học Clayton Valley. Bà hiện đang huấn luyện tại Câu lạc bộ bóng đá Walnut Creek và tại Đại học Cộng đồng Solano ở Fairfield, California, Hoa Kỳ.